# シンプルライフ (ライフスタイル)

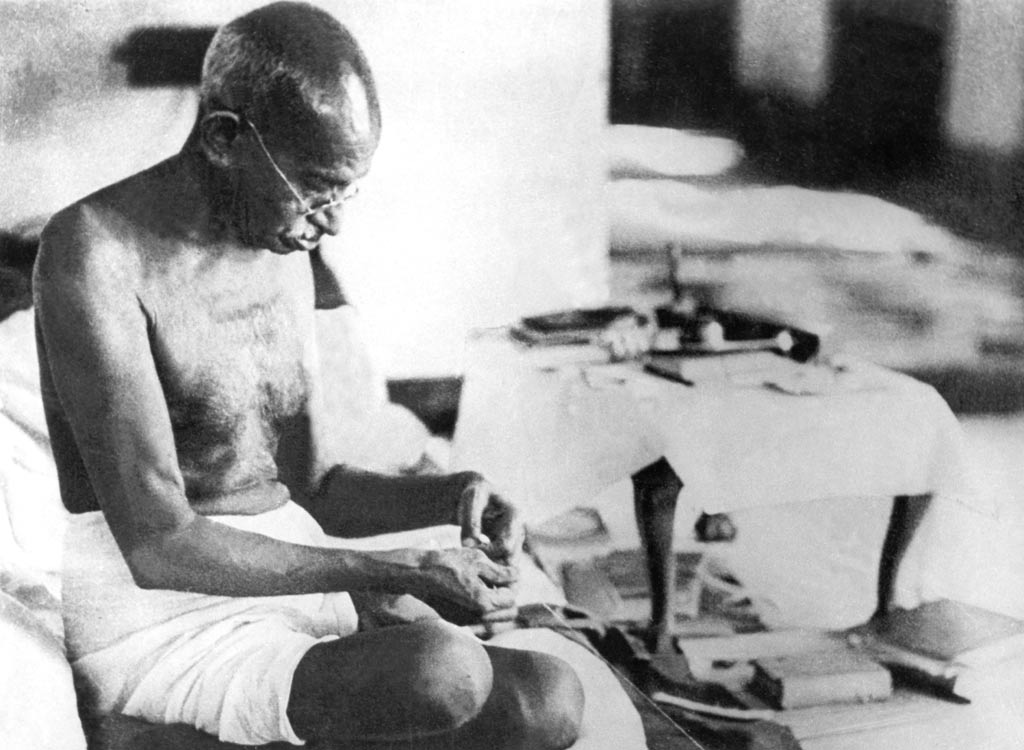
1942年、糸を紡ぐマハトマ・ガンジー。 ガンジーは、質素で自給自足の生活をしていた。

シンプルライフ（英：Simple living）とは、ライフスタイルのシンプルさを促進する実践を指す。 

## 解説
シンプルライフの実践としては、所有物の数を減らすこと、テクノロジーやサービスへの依存を減らすこと、お金を使う量を減らすことなどがある  。 このような外的な変化に加えて、シンプルライフは、考え方や価値観にも反映する 。 シンプルライフの実践は、歴史、宗教、芸術、経済の分野でも見られる。
シンプルライフを選択する理由は様々で、精神性、健康、家族や友人との充実した時間の増加、ワークライフバランス、個人的な好み、経済的な持続可能性、慈善活動の増加、倹約、環境の持続可能性 、 ストレスの軽減などがある。環境保護、脱成長、ディープエコロジー（生命圏平等主義）、納税拒否など、環境保護、反消費主義、反戦運動と一致する社会政治的目標を挙げる人もいる 。

## 歴史

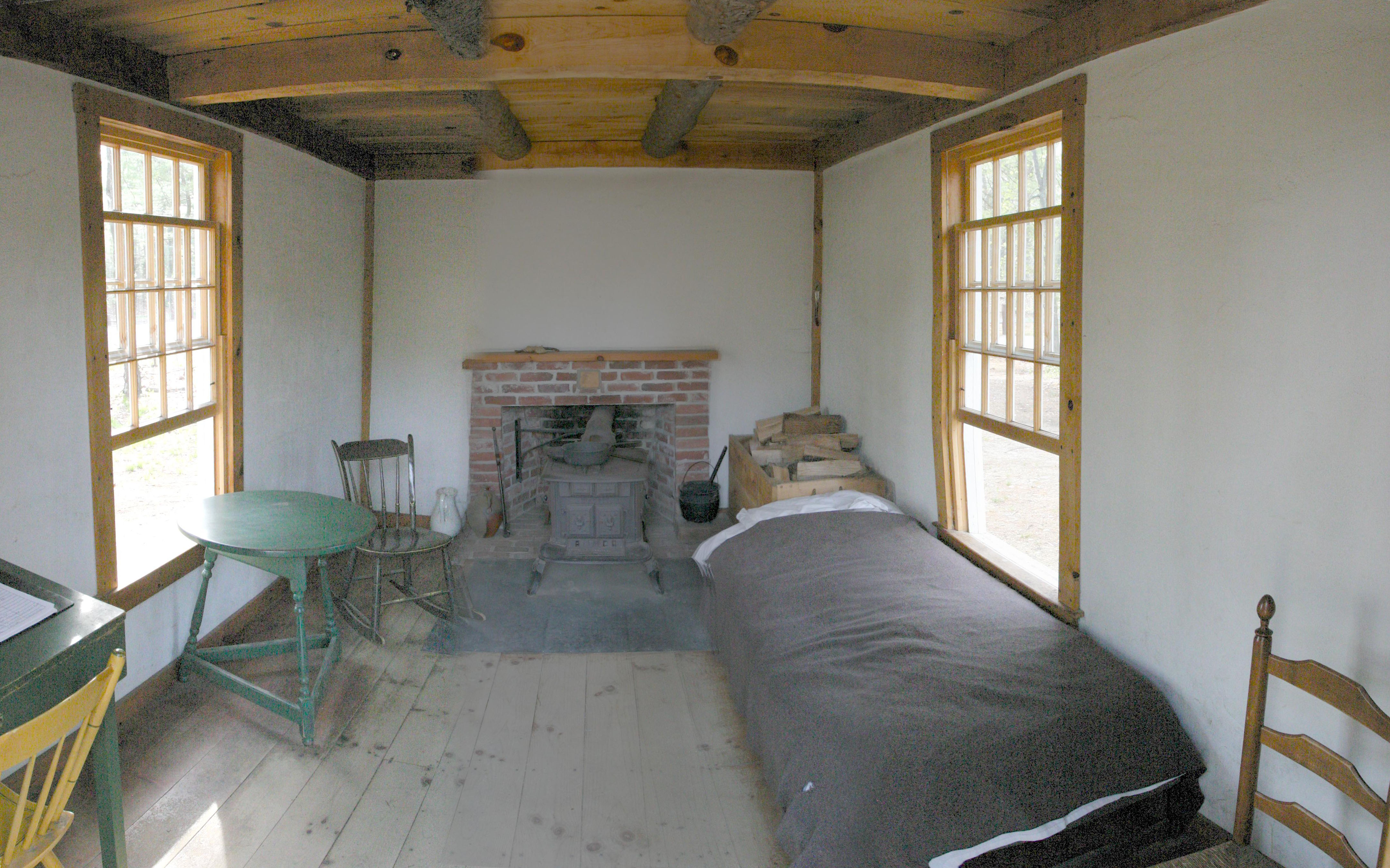
Reconstruction of Henry David Thoreau's cabin on the shores of Walden Pond

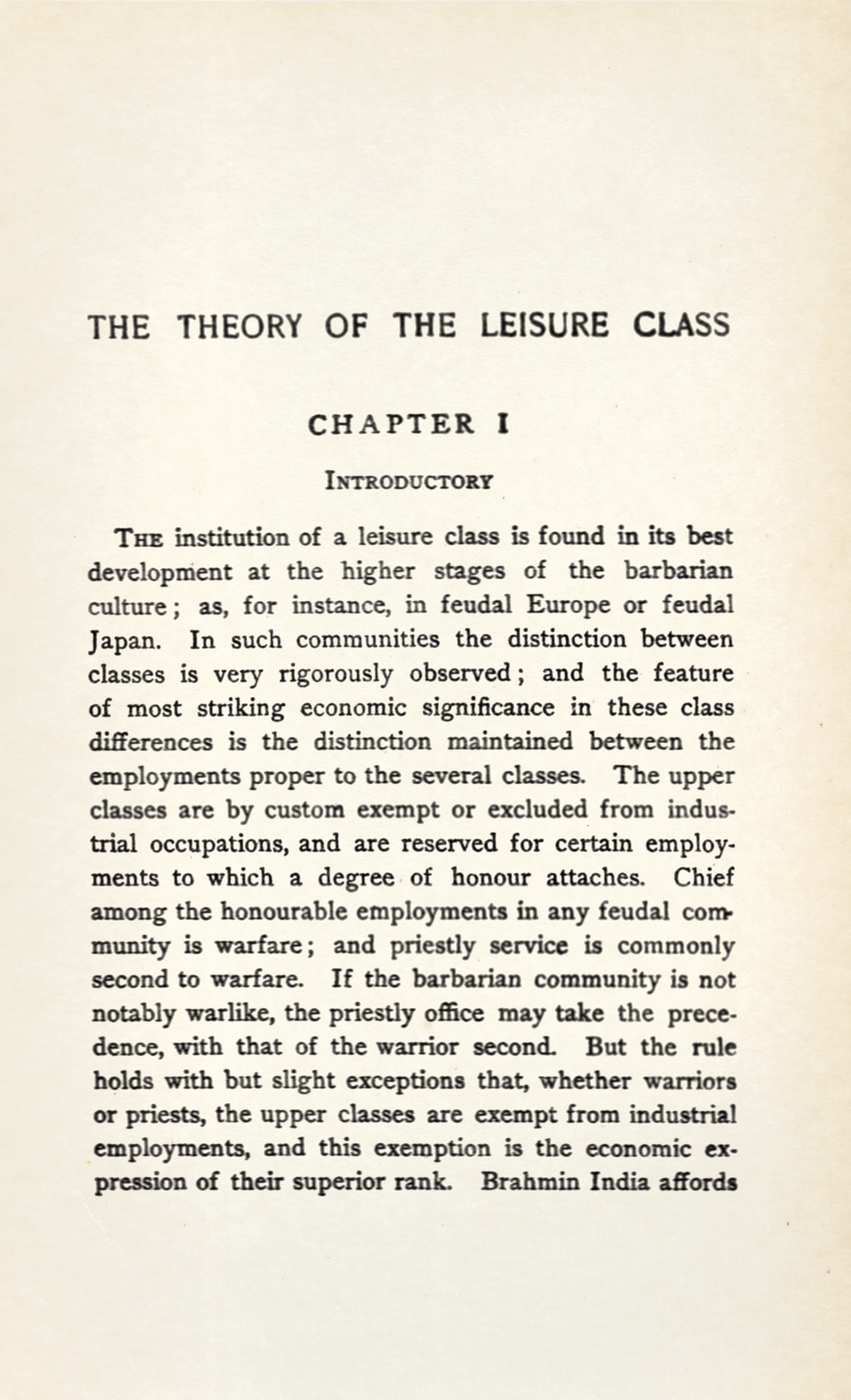
The Theory of the Leisure Class, 1924

## 実践

### 消費、労働時間、所有物の削減

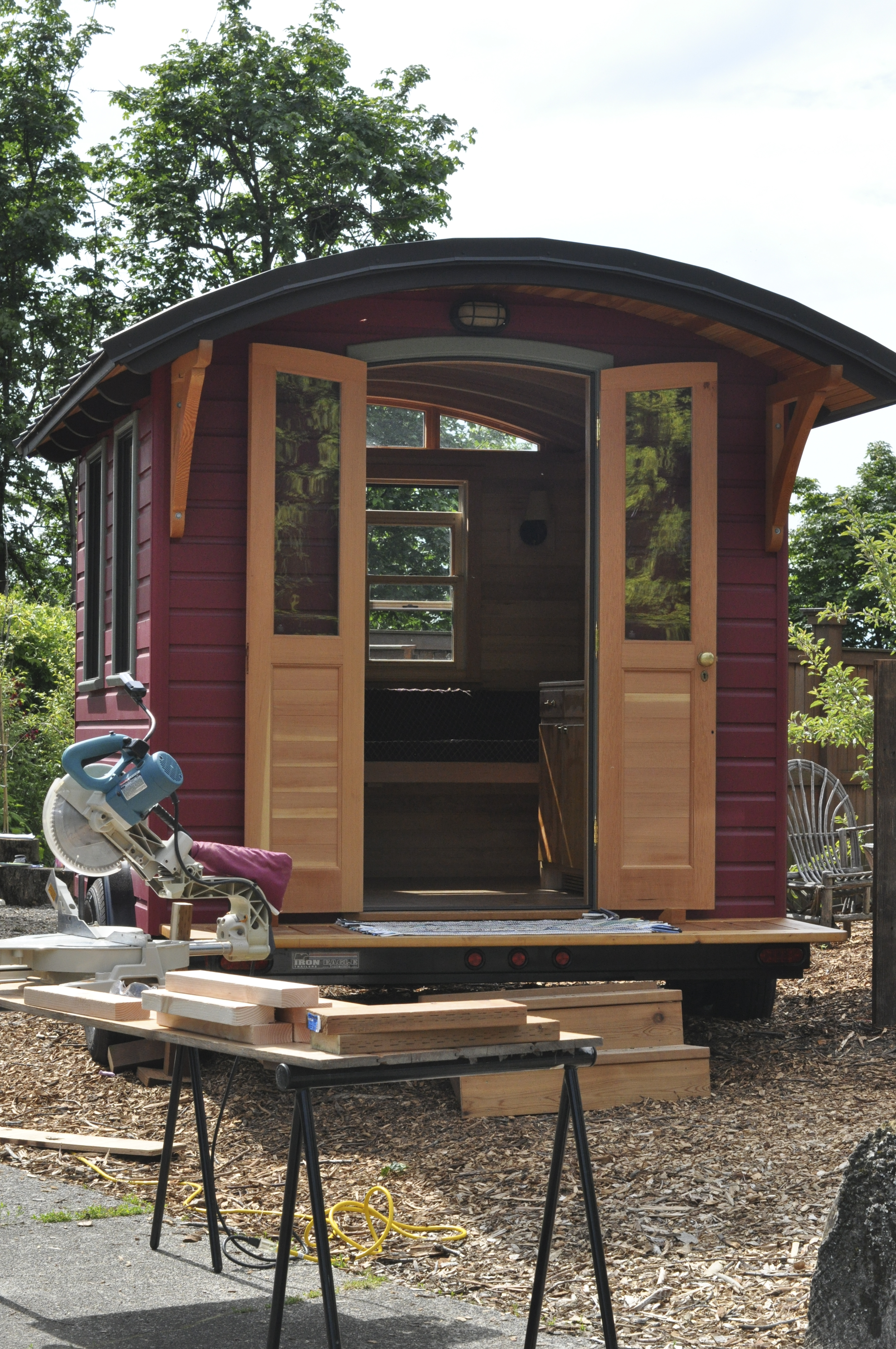
小さな住居でシンプルに暮らす

消費を減らしてシンプルライフを実践している人もいる。 消費を減らすことで負債を減らすことができ、生活の柔軟性とシンプルさが高まる。 商品やサービスに費やす金額が減れば、お金を稼ぐために費やす時間も減る。 節約した時間は、興味を追求したり、ボランティア活動を通じて社会貢献したり、創造的な活動に取り組むなどしてQOLを向上させるために使用できる。 お金の追求から距離を置くことを発展させた結果、スエロやマーク・ボイルのような人々は、全くお金なしで暮らすようになった。  支出を削減する人は、貯蓄も増やすことができ、経済的自立と早期退職の可能性につながる。 
「100 Thing Challenge」は、雑然とした物を整理し、生活をシンプルにすることを目的として、所有物を100点まで減らす草の根運動である。  タイニーハウス・ムーブメントに参加する人々は、丸太小屋やビーチハウスのような、小さく、住宅ローンのない、環境負荷の低い住居に住むことを選択した。 
ジョシュア・ベッカーは、生活をシンプルにしたい人は、家をシンプルにすることから始めるべきだと提案している。

### 自給率の向上

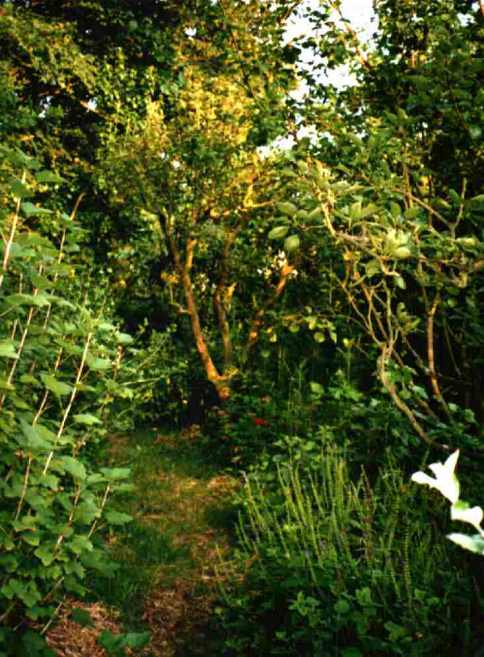
イギリス、シュロップシャーにあるロバート・ハートの森の庭園

### 食事の簡素化

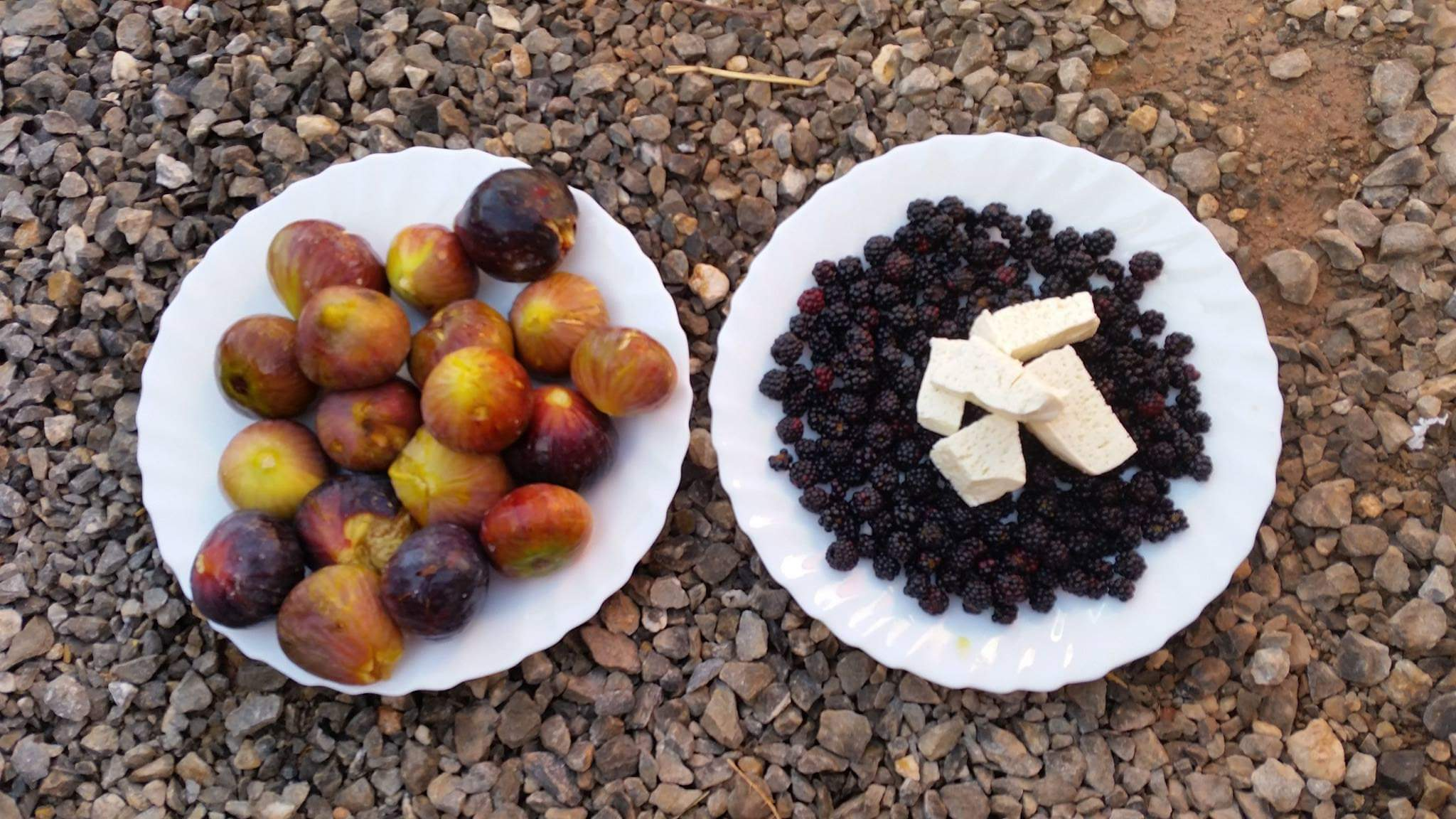
イチジク、ベリー、チーズ

### 反戦

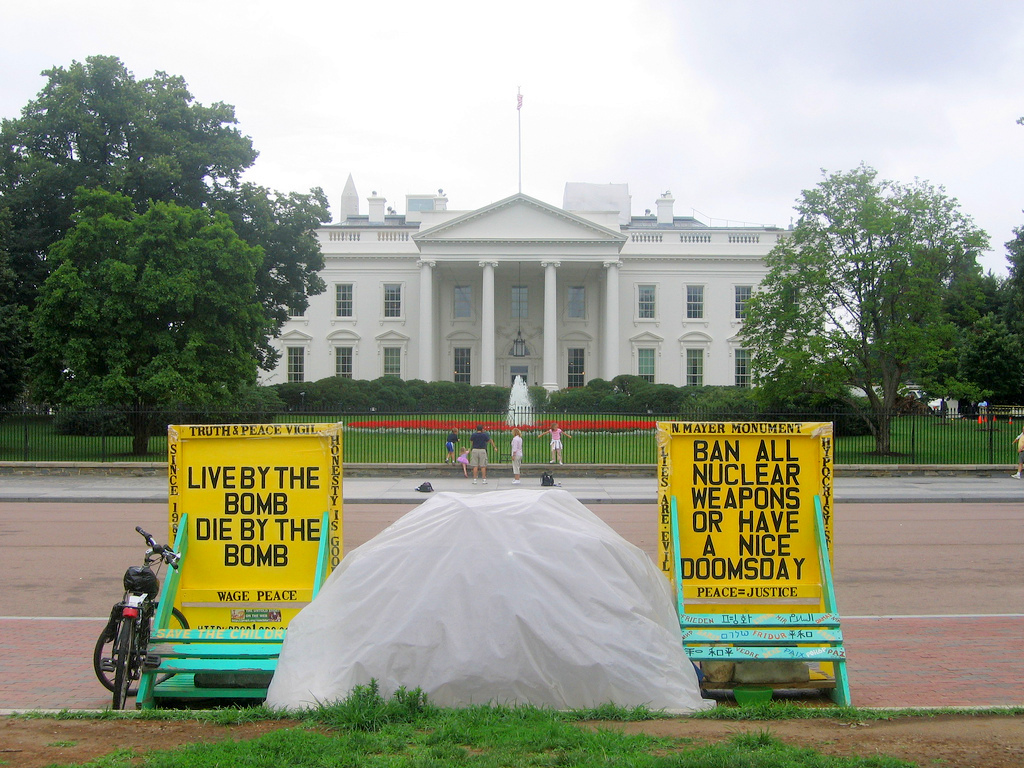
1981年、シンプルライフの信奉者エレン・トーマスが始めたホワイトハウス平和祈願祭

## 関連文献
- Berry, Wendell (1990). What Are People For?. North Point Press. ISBN 0865474370
- Bruno, Dave (2010). The 100 Thing Challenge. HarperCollins. ISBN 978-0061787744
- Dacyczyn, Amy (1998). The Complete Tightwad Gazette: Promoting Thrift as a Viable Alternative Lifestyle. Random House Publishing. ISBN 0375752250
- de Graaf, John; Wann, David; Naylor, Thomas (2002). Affluenza: The All-Consuming Epidemic. Berrett-Koehler Publishers. ISBN 1576751996
- Delany, Paul (1987). The Neo-pagans: Rupert Brooke and the ordeal of youth. Free Press. ISBN 978-0029082805
- Elgin, Duane (2010). Voluntary Simplicity. Harper. ISBN 978-0061779268
- Eller, Vernard (1973). The Simple Life. W. B. Eerdmans Publishing Company. ISBN 0802815375
- Fisker, Jacob Lund (2010). Early Retirement Extreme: A philosophical and practical guide to financial independence. CreateSpace Independent Publishing Platform. ISBN 978-1453601211
- Freed, Dolly (2010). Possum Living: How to Live Well Without a Job and with (Almost) No Money. Tin House Books. ISBN 978-0982053935
- Kondo, Marie (2014). The Life-Changing Magic of Tidying Up. Clarkson Potter/Ten Speed. ISBN 978-1607747307
- Long, Charles (1996). How to Survive Without a Salary: Living the Conserver Lifestyle. Warwick. ISBN 1894622375
- Luhrs, Janet (1997). The Simple Living Guide: A Sourcebook for Less Stressful, More Joyful Living. Harmony/Rodale. ISBN 0553067966
- Mills, Stephanie (2002). Epicurean Simplicity. Island Press. ISBN 978-1559636896
- Nearing, Helen; Nearing, Scott (1970). The Good Life: Helen and Scott Nearing's Sixty Years of Self-Sufficient Living. Schocken
- Robin, Vicki; Dominguez, Joe (1992). Your Money or Your Life. Viking
Robin, Vicki; Tilford, Monique; Zaifman, Mark (2008). Your Money or Your Life: Revised and Updated for the 21st Century. Penguin Books
- Romney, Edward (2001). Living Well on Practically Nothing. Paladin Press. ISBN 1581602820
- Taylor-Hough, Deborah (2000). A Simple Choice: A practical guide for saving your time, money and sanity. SourceBooks. ISBN 1891400495